# Dorfkirche Struppen

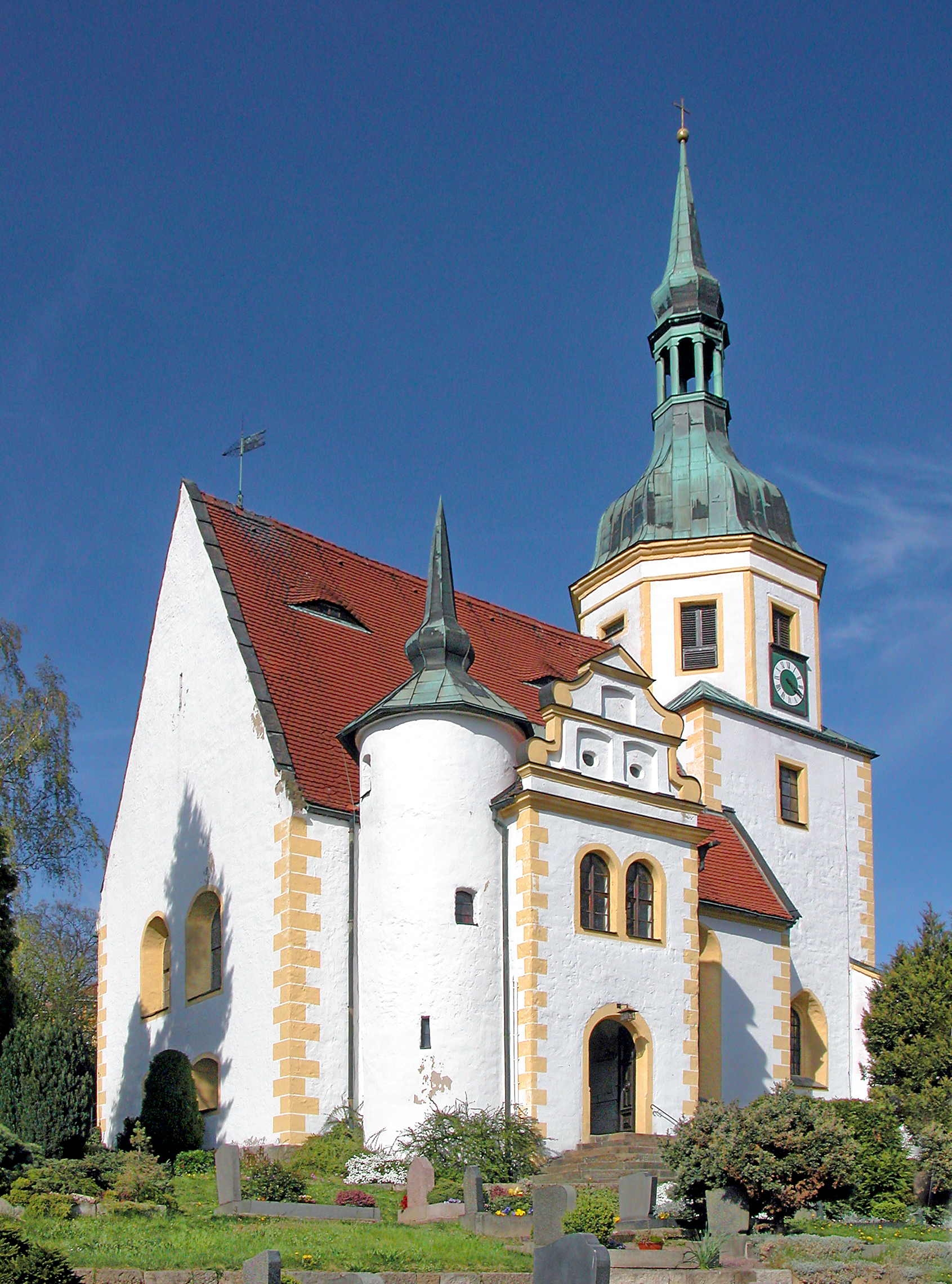
Dorfkirche Struppen

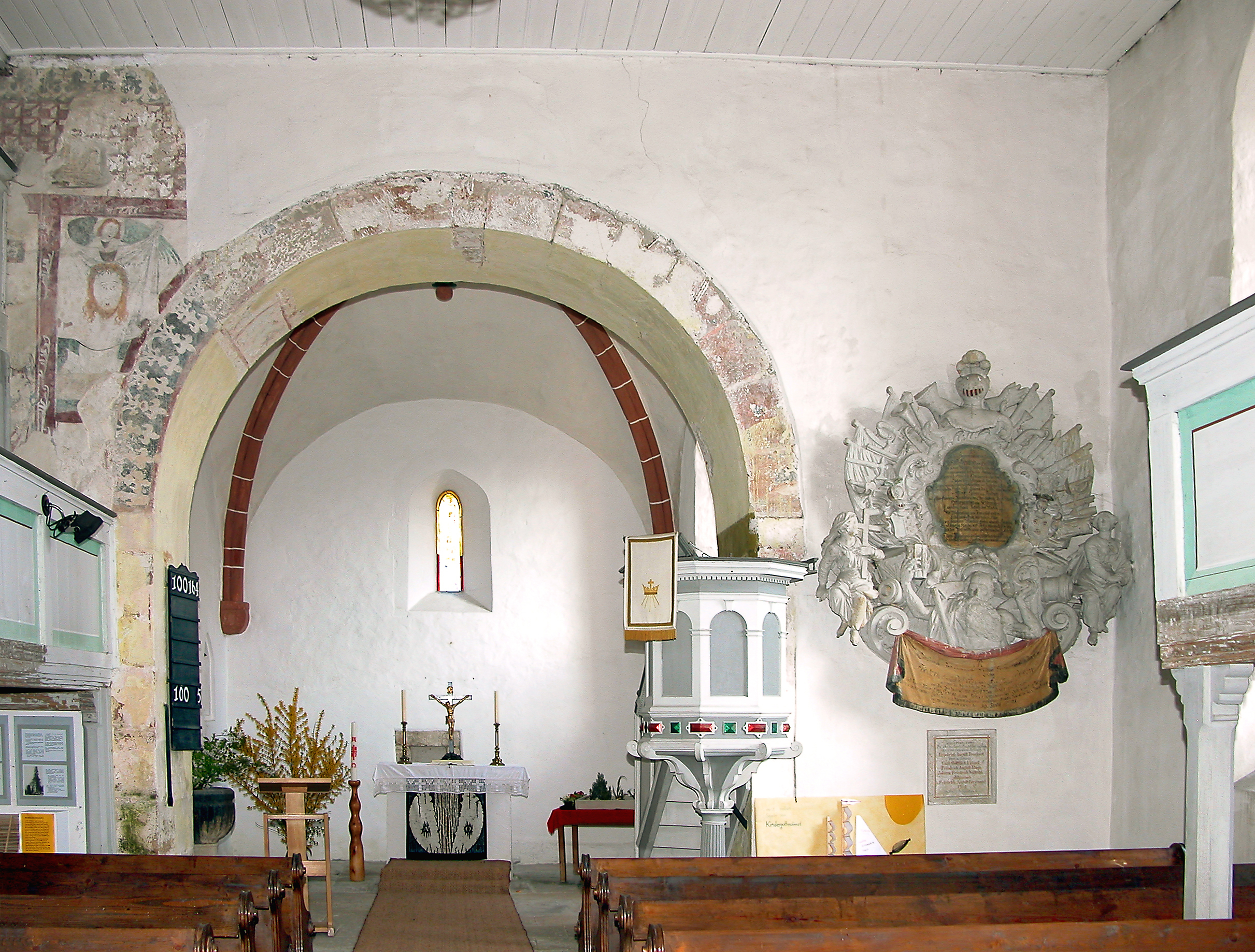
Ansicht nach Osten

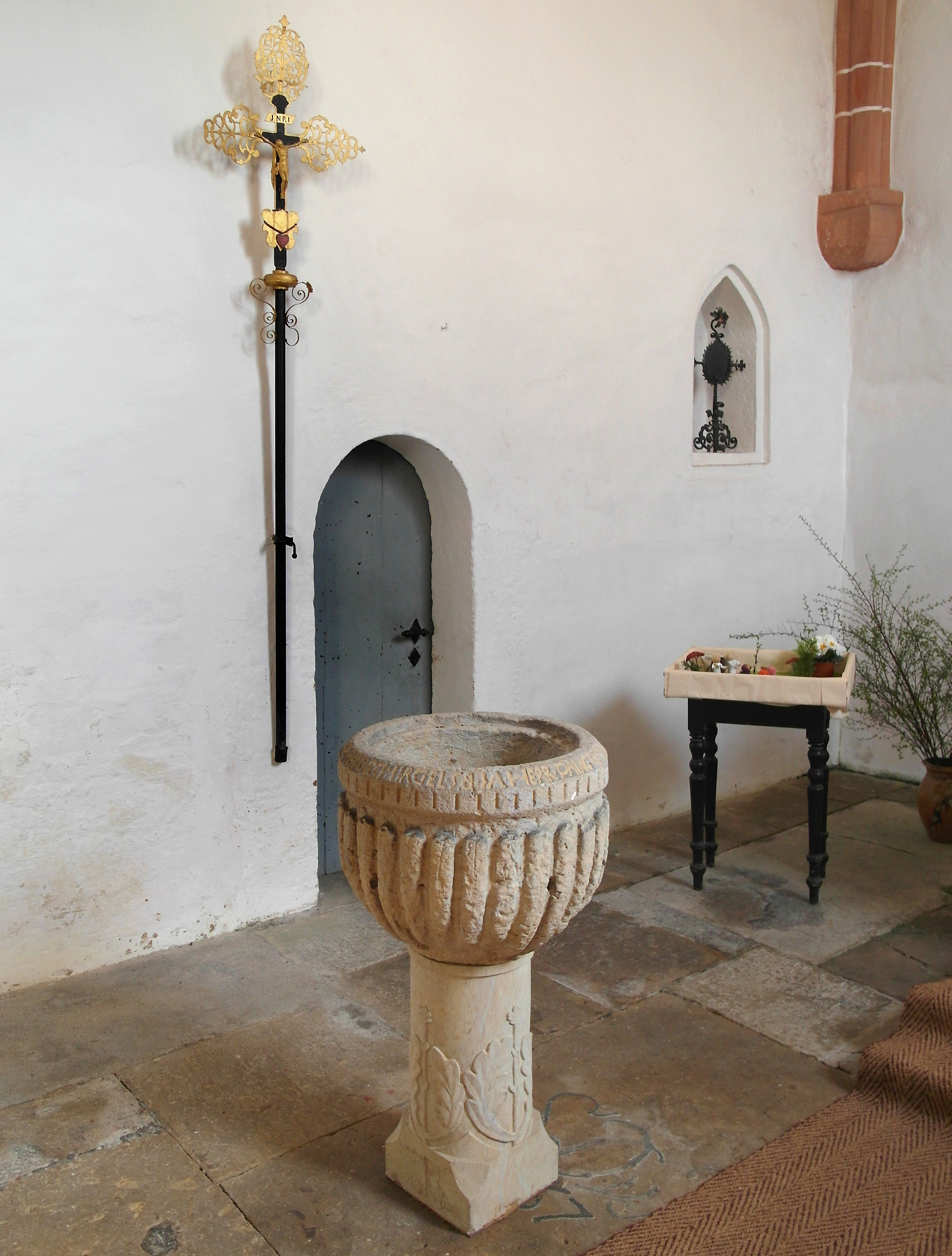
Taufstein

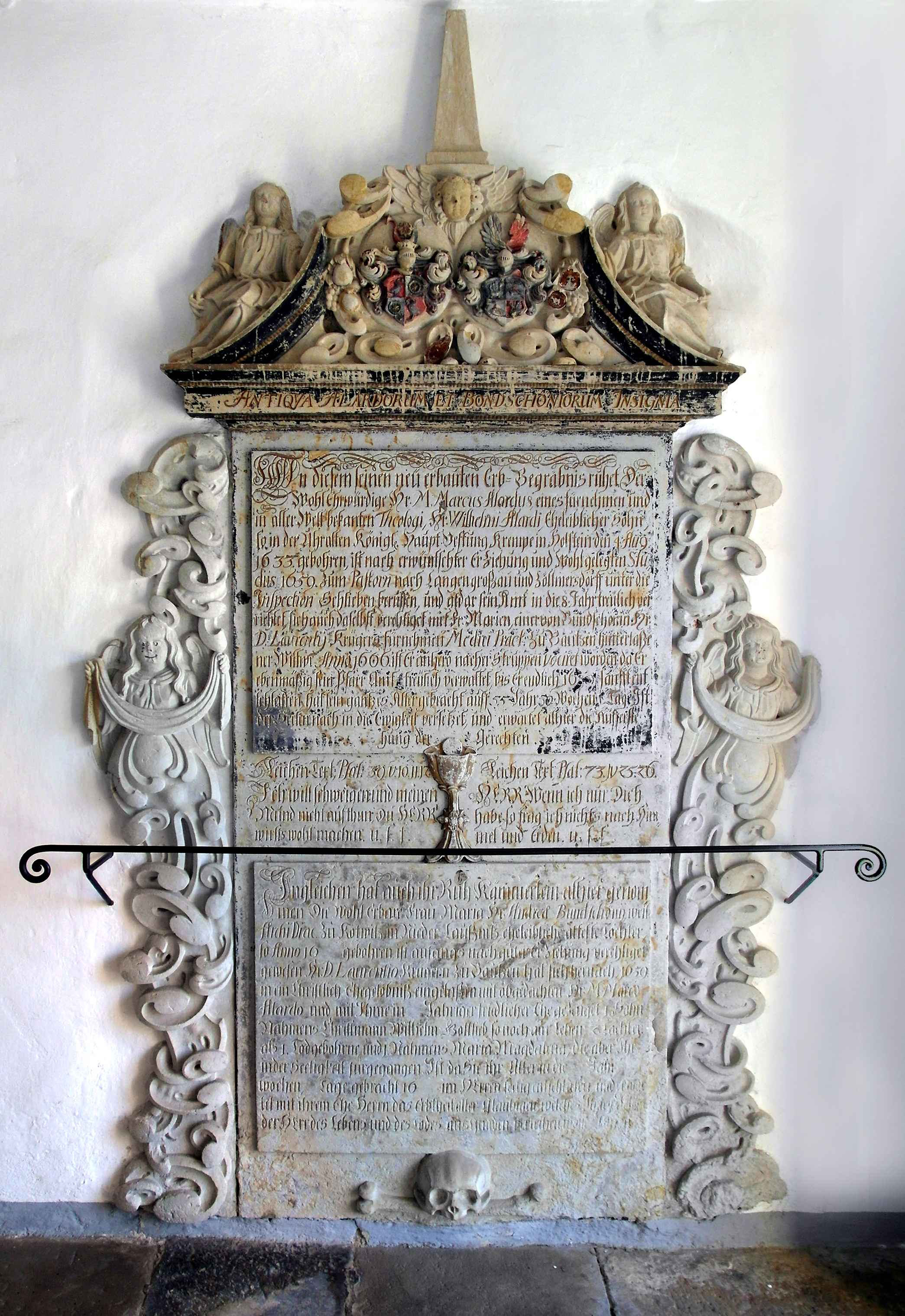
Epitaph M. Alardus

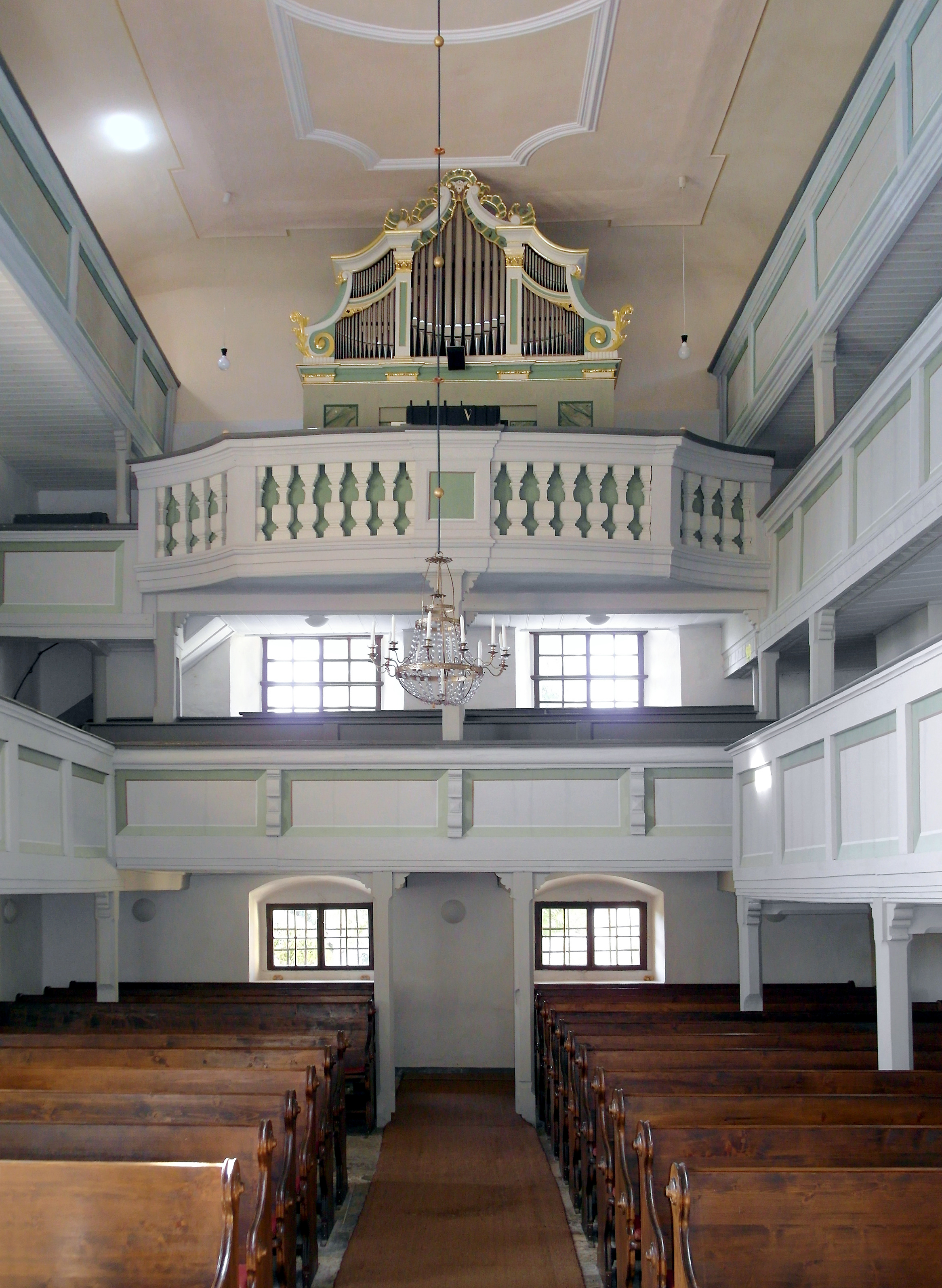
Orgel

Die evangelische Dorfkirche Struppen ist eine Saalkirche in Struppen im Landkreis Sächsische Schweiz-Osterzgebirge in Sachsen. Sie gehört zur Kirchengemeinde Struppen im Kirchenbezirk Pirna der Evangelisch-Lutherischen Landeskirche Sachsens und ist vor allem für ihre ursprünglich barocke Orgel bekannt.

## Geschichte und Architektur
Die Dorfkirche Struppen ist eine mehrfach veränderte Saalkirche aus der zweiten Hälfte des 13. Jahrhunderts mit einem im Jahr 1695 erhöhten Chorturm, die im Innern vor allem durch den barocken Ausbau von 1736 geprägt ist. Eine Restaurierung fand nach 1978 statt. Das Äußere der Kirche hat durch einen südlichen Vorbau mit halbrundem Treppenturm, Herrschaftsstube und Volutengiebel aus der Zeit um 1600 eine Schauseite erhalten, die das breit rundbogige Portal aus dem 13. Jahrhundert mit einbezieht. Am Chor ist eine kleinere Pforte aus dem 13. Jahrhundert angeordnet. Das oktogonale Obergeschoss des Turms wird durch eine geschweifte Haube mit Laterne und Zwiebel abgeschlossen. Das Schiff ist durch ein hohes Satteldach mit getrepptem Giebelansatz gedeckt.
Der eingezogene, im Grundriss quadratische Chor zeigt erste frühgotische Formen und ist mit einem Kreuzrippengewölbe auf Konsolen mit hängendem Schlussstein abgeschlossen. In der Ostmauer ist ein kleines Spitzbogenfenster angeordnet. Der Triumphbogen hat eine leicht gestelzte rundbogige Form.
Die Decke im Saal ist durch feine Stuckleisten gegliedert. Im Süden und Westen sind zweigeschossige Emporen angeordnet. An der Wand neben dem Triumphbogen wurden mittelalterliche Wandmalereien freigelegt. Die aus dem 13. Jahrhundert stammende Sakristei ist mit einem Tonnengewölbe abgeschlossen.

## Ausstattung
Zur schlichten Ausstattung gehören ein klassizistischer Taufstein und eine Kanzel mit Neurenaissanceformen. Von den Epitaphien sind ein schlichtes Werk für Pfarrer Alardus († 1689) und ein aufwändigeres für den Generalmajor von Bolberitz († 1769) zu erwähnen.
Die Orgel ist ein Werk von Johann Daniel Ranft aus dem Jahr 1785 mit ursprünglich 12 Registern auf einem Manual und Pedal. Eine Reparatur aus dem Jahr 1839 ist überliefert. Eine Weitere erfolgte im Jahre 1852 durch den Dresdner Orgelbauer Julius Immanuel Jehmlich (1826–1856). Im Jahr 1896 wurden der Trompetenbass 8′ und die Quinte 3′ entfernt und stattdessen ein Cellobass 8′, ein Salicet 4′ und eine Gambe 8′ auf zusätzlicher Schleife eingebaut. Im Jahr 1917 wurden die Prospektpfeifen entfernt. Im Jahr 1927 erhielt die Orgel vermutlich ihren Zinkprospekt durch die Firma Jehmlich, außerdem wurde ein zweites Manual mit den Stimmen Flöte 8′, Aeoline 8′ und Salicet 4′ eingebaut. Im Jahr 1951 baute die Firma Eule Orgelbau Bautzen eine Quinte 2 2⁄3′ und an Stelle der Gambe 8′ ein Sifflet 1′ ein. Georg Wünning stellte im Jahr 2010 die einmanualige Anlage wieder her und führte das Werk auf den ursprünglichen Zustand zurück. Die Disposition lautet:
| Manual CD–d3        |       |  |
| Flauto major        | 8′    |  |
| Quinta Viola        | 8′    |  |
| Principal           | 4′    |  |
| Spitzflöte          | 4′    |  |
| Flauto minor        | 4′    |  |
| Octave              | 2′    |  |
| Quinte              | 1 ⁄2′ |  |
| Cornett III (ab c1) |       |  |
| Mixtur IV           | 1 ⁄2′ |  |

| Pedal CD–d1  |     |  |
| Subbaß       | 16′ |  |
| Principalbaß | 8′  |  |
| Trompetenbaß | 8′  |  |

- Nebenregister:
  - Tremulant (nicht erhalten)
  - Pedalkoppel (Originalzugehörigkeit fraglich)
- Stimmung:
  - Wohltemperierte Stimmung (Kirnberger III)
  - Tonhöhe: a1 = 425 Hz

## Geläut
Das Geläut besteht aus drei Eisenhartgussglocken. Der Glockenstuhl besteht aus einer Holzkonstruktion.
Im Folgenden eine Datenübersicht des Geläutes:
| Nr. | Gussdatum | Gießer                                 | Durchmesser | Masse   | Schlagton |
| --- | --------- | -------------------------------------- | ----------- | ------- | --------- |
| 1   | 1956      | Glockengießerei Schilling & Lattermann | 1420 mm     | 1285 kg | f′        |
| 2   | 1956      | Glockengießerei Schilling & Lattermann | 1120 mm     | 678 kg  | a′        |
| 3   | 1956      | Glockengießerei Schilling & Lattermann | 920 mm      | 350 kg  | c″        |